# Rhacophorus subansiriensis
Rhacophorus subansiriensis es una especie de anfibio anuro de la familia Rhacophoridae.

## Distribución geográfica
Esta especie es endémica del Distrito del Bajo Subansiri en el estado de Arunachal Pradesh, en la India.

## Etimología
El nombre de la especie está compuesto de subansiri y del sufijo latino -ensis que significa "que vive, que habita", y se le dio en referencia al lugar de su descubrimiento, el distrito del Bajo Subansiri.

## Publicación original
- Mathew & Sen, 2009: Studies on little known amphibian species of north east India. Records of the Zoological Survey of India, Occasional Paper, n.º 293, p. 1-64.